# Ашап (село)
Ашап — село в Ординском районе Пермского края на реке Большой Ашап, левом притоке Ирени, впадающей в Сылву. Население — 1534 чел. (2021).
Поселение возникло при Ашапском медеплавильном заводе (1741). Название получило по реке Большой Ашап. В XVIII—XIX веках официально именовалось «Ашапским заводом». В 1869 году в результате пожара пострадали завод и поселок; завод после этого больше не восстанавливался. В начале XX века в Ашапе работали лесопильный завод и дегтярное предприятие. В разные годы советской власти в селе действовали колхоз, леспромхоз, маслозавод, льнозавод.
Ашап являлся центром Ашапской волости Осинского уезда (с 1860-х годов), Ашапского сельского совета (до января 2006 года) и Ашапского сельского поселения (до 1 января 2020 года).
Родина Дмитрия Михайловича Бобылева (1869—1931), известного уральского экономиста и статистика и Константина Яковлевича Мамонтова (1918—2000), русского поэта.